# Leo Brandi
Leo Brandi, pseudonimo di Carlo Todini (Napoli, 24 giugno 1894 – Napoli, 16 febbraio 1959), è stato un attore, cantante e comico italiano, specialmente caratterista. Lo si ricorda soprattutto nel film Miseria e nobiltà (1954), dove interpreta il "cafone (provinciale) analfabeta", che detta una lettera allo scrivano Totò.

## Biografia
Apprezzato cantante ed attore comico, mostra inclinazione allo spettacolo sin da piccolo. Ancora adolescente, la famiglia lo porta con sé in Sud America, dove si esibisce con il nome d'arte di Leo Brandy. Tornato in patria dopo la Grande Guerra, italianizza il nome d'arte sostituendo la "y" con una "i", continuando la propria carriera.
Nel 1920 fa parte, assieme alla futura moglie Pina, della formazione "R.O.S.E.A." (compagnia di Rivista Operette Sketches E Attualità) fondata da Mignonette, Gigi Pisano, Mario Mari e Cesare Faras.
Nel 1921 crea il duo Loris-Brandi con la moglie (in arte Loris), che nel 1922 diventa una compagnia a sé stante.
In seguito, Gigi Pisano e Giuseppe Cioffi gli affidarono la macchietta di Mezza pezza e pizzo, ovvero Carlo Mazza (1936, poi resa famosa da Nino Taranto) e canzoni molto conosciute quali M'aggia curà, Ciccio Formaggio, Margheritella e Agata che divennero in breve grandi successi internazionali.
Nel 1938 effettua una tournée nell'Africa coloniale italiana, assieme alla soubrette Marisa Maresca; rientrato, si dedicherà alla sceneggiata, tra le quali Nun sposàcchiù accanto a Nunzia Fumo.
Assieme a Beniamino Maggio, nel 1954 Leo Brandi lanciò la celebre canzone La pansé.
Sempre nel 1954, anno apicale per la sua carriera, si sviluppa la sua breve carriera cinematografica, nella pellicola Due soldi di felicità e, soprattutto, nella parte in Miseria e nobiltà che lo renderà iconico..

## Filmografia
- Miseria e nobiltà, regia di Mario Mattoli (1954)
- Due soldi di felicità, regia di Roberto Amoroso (1954)

## Discografia

### Cantante
- 1941 - Margheritella Mia (Odeon GO20231)[9]
- 1941 - Alfredo, Alfredo (di Giuliani Bracchi) (Odeon GO20231)[10]
- 1942 - Sequezia Di Spezia (di Pisano, Cioffi) (Odeon)[11]
- 1942 - Ciccio Formaggio (di Pisano e Cioffi) (Odeon)[12]

### Autore
- 1938 - Son felice senza te eseguita da Dino Olivieri e Mario Pasqualillo (testo di Brandi e Fusco, musica di Valente) (La voce del padrone HN1511)[13]
- 1938 - T'amo Maddalena eseguita da Mario Pasqualillo (testo di Brandi e Fusco, musica di Valente) (Odeon, DQ2776)[14]
- 1941 - Margheritella Mia (Odeon, GO20231)[9]